# Dębieniec
Dębieniec (niem. Dambinitz) – osada w Polsce, położona w województwie kujawsko-pomorskim, w powiecie grudziądzkim, w gminie Radzyń Chełmiński.

## Podział administracyjny

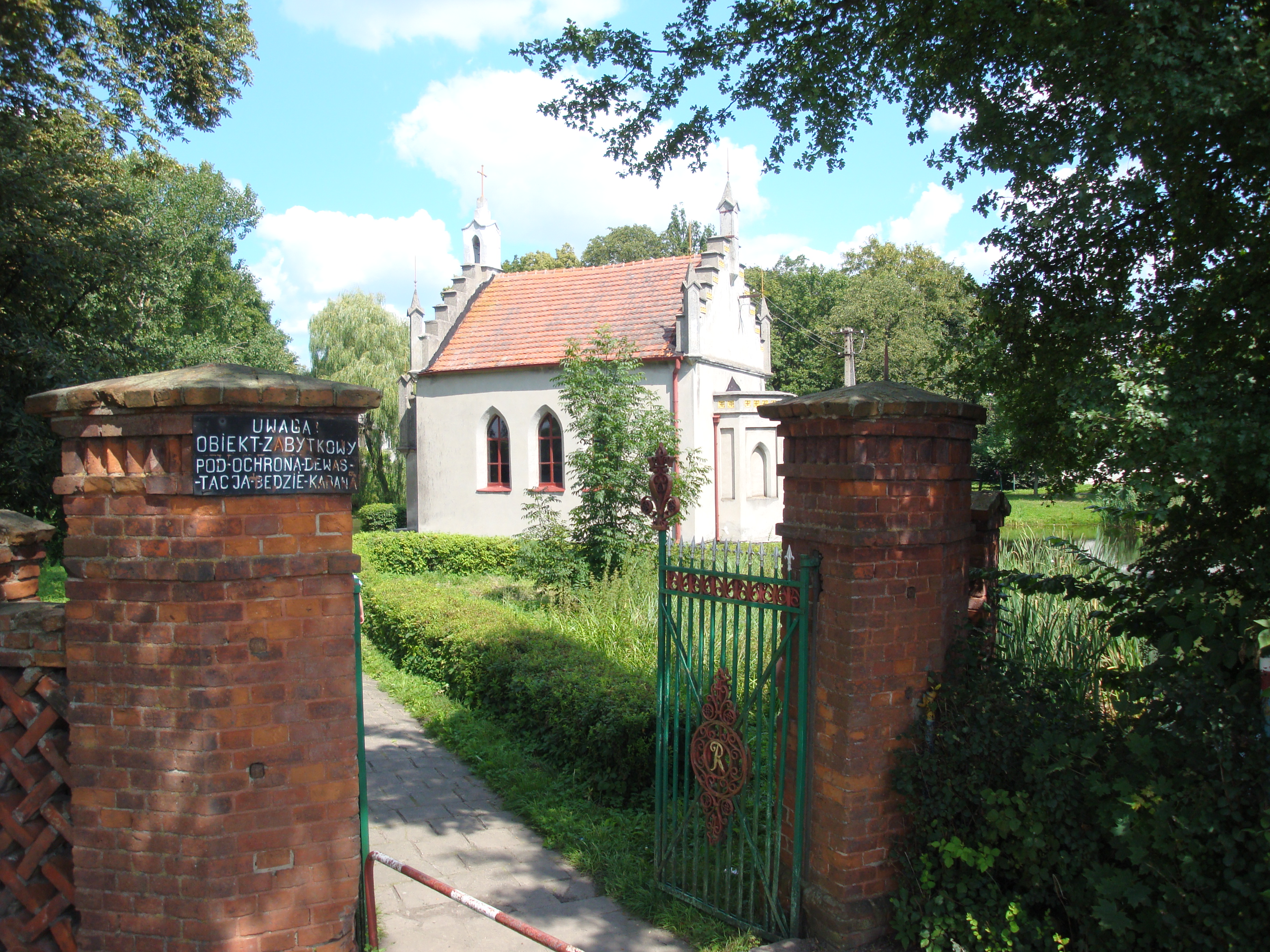
Kaplica w parku przydworskim

W latach 1975–1998 miejscowość administracyjnie należała do województwa toruńskiego.

## Demografia
Według Narodowego Spisu Powszechnego (III 2011 r.) wieś liczyła 330 mieszkańców. Jest trzecią co do wielkości miejscowością gminy Radzyń Chełmiński.

## Drogi wojewódzkie
Przez wieś przechodzi droga wojewódzka nr 543.